# Гусев, Александр Фёдорович (сержант)
Алекса́ндр Фёдорович Гу́сев (1911 — 1988) — сержант Рабоче-крестьянской Красной Армии, участник Великой Отечественной войны, Герой Советского Союза (1945).

## Биография
Александр Гусев родился 13 сентября 1911 года в деревне Семчино (ныне — в черте Рязани) в семье крестьянина. Окончил начальную школу, после чего работал продавцом, затем заведующим бюро пропусков на Рязанском элеваторе. Посещал занятия в стрелковом кружке, стал ворошиловским стрелком. В октябре 1941 года Гусев был призван на службу в Рабоче-крестьянскую Красную Армию. С февраля 1942 года — на фронтах Великой Отечественной войны. Принимал участие в боях на Северо-Западном и 2-м Прибалтийском фронтах. В боях несколько раз был ранен и контужен. Был избран парторгом роты 1336-го стрелкового полка 319-й стрелковой дивизии 22-й армии. Отличился в боях на территории Латвийской ССР.
10 августа 1944 года Гусев одним из первых переправился через реку Айвиексте и принял активное участие в захвате плацдарма на западном берегу. Он уничтожил расчёт немецкого пулемёта и, ведя из него огонь, уничтожил большое количество солдат и офицеров противника.
Указом Президиума Верховного Совета СССР от 24 марта 1945 года за «мужество, отвагу и героизм, проявленные в борьбе с немецкими захватчиками» красноармеец Александр Гусев был удостоен высокого Героя Советского Союза с вручением ордена Ленина и медали «Золотая Звезда» за номером 7423.
В 1944 году в звании сержанта Гусев был демобилизован по ранению. Проживал в Рязани, работал на станкостроительном заводе, на Рязанском элеваторе. Занимался общественной деятельностью, был активистом ДОСААФ, членом общества «Знание». Умер 15 декабря 1988 года.
Был также награждён орденом Отечественной войны 1-й степени, рядом медалей. При ЛССР 1968 году был внесён в список Почётных граждан Екабпилса.